# Port de Saïgon
Le port de Saïgon est un port à Hô Chi Minh-Ville. Le nom du port est dérivé de l'ancien nom de la ville. En 2011, c'était le 29e port de conteneurs le plus actif du monde.

## Historique
Le port de Saïgon a joué un rôle important dans le développement de la ville de Saïgon. Pendant l'Indochine française, il a joué un rôle significatif dans l'importation et l'exportation des matériaux de la colonie. Aujourd'hui, ce port est le hub pour l'exportation-importation des marchandises au Viêt Nam du Sud.

## Opérations
En 2006, le port de Saïgon a manipulé plus de 35 tonnes métriques de cargaison et de 1,5 million de conteneurs. Fin 2012, le port de Saïgon a manipulé 3,5 millions de conteneurs, une augmentation de 14 % par rapport à 2011. 
En 2016, le port a manutentionné plus de 93 millions de tonnes, se plaçant ainsi au 49e rang des ports mondiaux.

## Délocalisation
En raison de l'urbanisme, le réseau du port de Saïgon a été déménagé [Quand ?] aux périphéries d'Hô Chi Minh-Ville, spécifiquement derrière la région de Hiep Phuoc et du port Cát Lái derrière le secteur et particulièrement Thi Vai et Cai Mep dans la province de Bà Rịa-Vũng Tàu, 60 kilomètres au sud-est de Hô Chi Minh-Ville, 30 kilomètres au nord-ouest de Vũng Tàu. Thi Vai, d'une capacité d'embarquement de 50 000 tonnes, sera le principal port d'eau profonde de cette région.